# リムリック県
リムリック県（愛: Contae Luimnigh、英: County Limerick） は、アイルランドのマンスター地方にある県。2016年の人口は19万4,899人。

## 地勢と行政区分

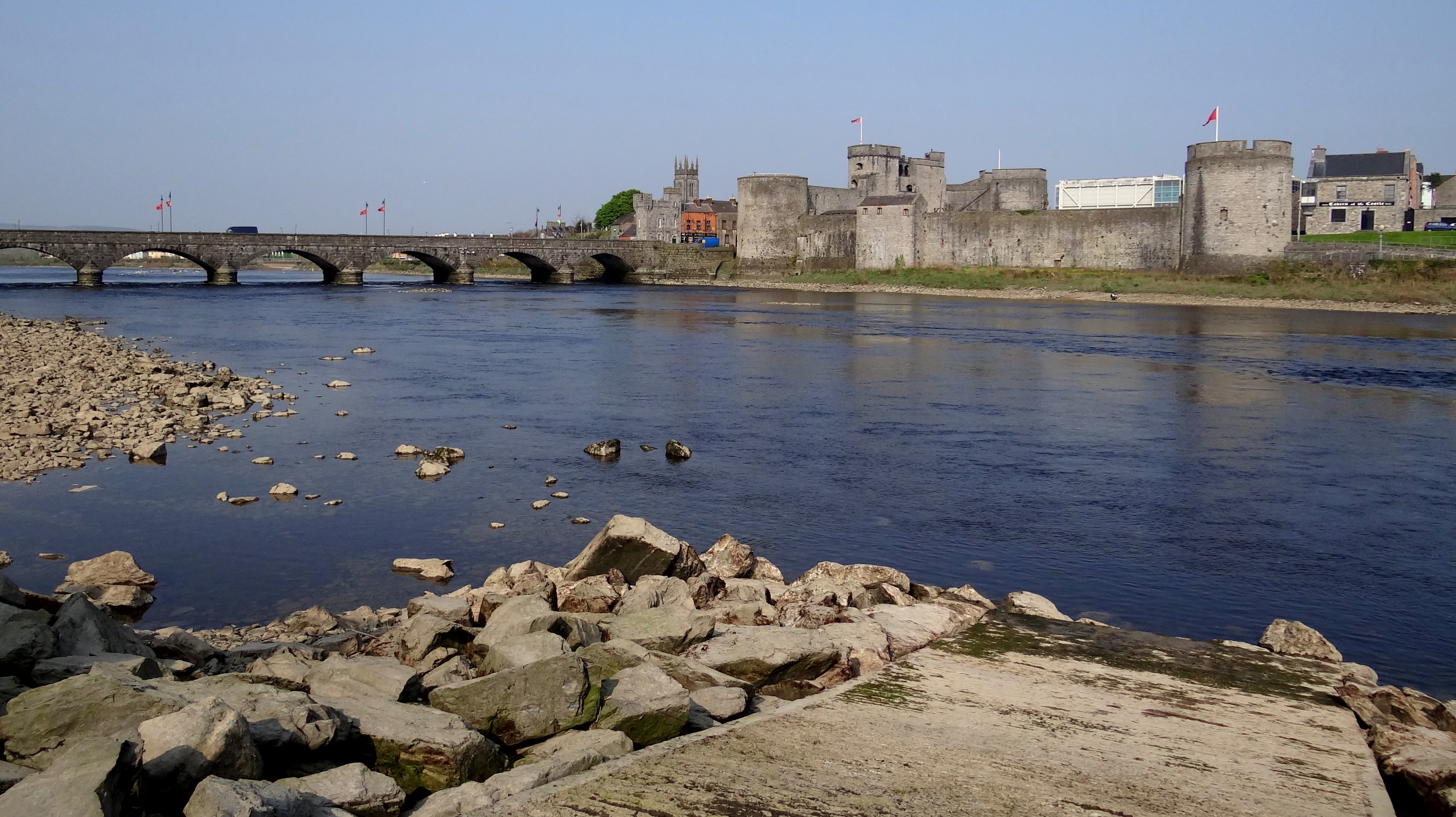
リムリック市を流れるシャノン川。遠景はジョン王の城。

リムリック県は東のティペラリー県、西のケリー県、南のコーク県と北のクレア県の4県と境を接する。マンスターの6県のうち面積比で5位、人口比で2位に当たる。リムリック市を貫くシャノン川は市域の下流のシャノン湿原（en）を潤し、県北部で大西洋に注ぐ。県の主要物流港は水深が浅い湿原を避けて西に数キロ離れたフォイン（en）にある。
県都リムリックはアイルランド第3の都市で、クレア県とティペラリー県を含む広域中西部の要でもある。県内の主要都市にニューカッスル・ウエストとキルマロックおよびアビフェイルを数える。

### 地理

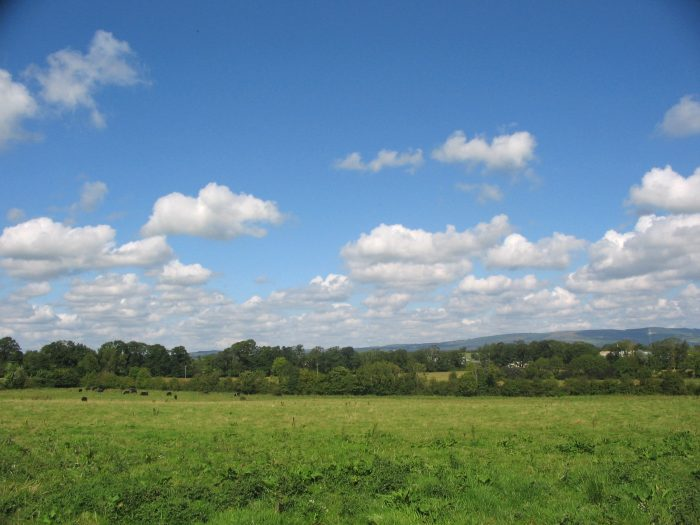
リムリック東部の風景。ゴールデンベールと呼ばれる酪農地が広がる。

アイルランド語でリムリック県を「Luimneach」と呼ぶ由来には、「平らな土地」という意味が考えられ、一帯は主に肥沃な石灰岩の平野で構成されること、また周囲を山に囲まれた盆地であることから、説明に無理はない。北東のスリーブフェリム山地（en）、南東のゴールティー山地（en）から南のコーク県との境に横たわるバリーホーラ山脈（en）、さらに南西から西方向はムラグァレーク山地（en）に面している。標高919 mで最高地点となるガルティモア山（en）は県の南東角に当たり、山体をティペラリー県との県境が走る。
ただし県内の平野部は単なる平坦地ではなく丘と尾根が混じり、平原部は酪農地帯として知られる東部に位置し、ゴールデンベール（en）という低い丘の連なりから途中に高さ288 mのノックフィーリーナ山（Knockfierna）を抱き、県の中心部へ向かってしだいに平らになっていく。さらに西に進むとマラガレーク山（アイルランド語名は風光明媚な山という意味の Mullach an Radhairc ）が美しい山容を見せ、眺望はケリー県へと続く。
火山岩はカリゴグネルの古城（en）でもノックフィーリーナ山でも、県の多くの地域で目にする。わけても東部のパラスグリーン（en）からキルティーリー（en）一帯はイギリス、アイルランド全域でも最も狭い地域にじつに多様な石炭紀火山群が集中する場所の一つとされている。
河川を見ると、シャノン川の支流の流域にはモルキアー川（en）のほか、メイグ川（en）水系のルーバー川とモーニングスター川、その他、カモグ川（en）やディール川（en）、フェエール川（en）が流れる。

## 歴史
現在のリムリック県に見られる巨石文化は紀元前3500年までさかのぼるように、この地域（en）に人類が定住するのは紀元前3000年という早い時期だったと考えられる。ケルト人の到来は紀元前400年頃で、リムリック県は小さな王国あるいはen:túathaに分割された。
4世紀から11世紀にかけて、古代のオイフィジェンティ家（en）の領土は現在のリムリック県とほぼ同じ広さを占め、最東部の一部はマンスター王国の先祖（en）の領地だった。900年代半ばにはリムリックは都市として成立しデーン人の本拠地となり、アイルランド系の人々との姻戚関係が築かれてカハールの息子ドノヴァン（en）に起源するというオドノバン家（en）とも縁付く。すると近隣の部族との軋轢が高まり、わけてもたびたびリムリックに攻め込んでくる（en）オブライエン家（en）とは厳しく対立した。オブライエン家は1100年代後半まで強い勢力を誇る。リムリックにジョン王の城が築かれる1200年頃、旧来のオイフィジェンティ王朝の領土はフィツジェラルド家（en）に分け与えられる。やがてその領土をめぐる他のアングロサクソンとの権力争いの果てに、旧王朝の有力家族だったオドノヴァン家とコリンズ家が零落し、土地所有権の移転をもたらした。Michael Collins（en）および有名なデリーネーンのオコンネル家（en）の両家の始祖もやはりオイフィジェンティの一門である。
4世紀以降、リムリックの有力部族はUi Fidgentiであり、彼らは県内の中央から西部にかけて住み着いた。中心地は現在のen:River Maigue河畔、ブリューリーに当たり（en）、現在でも壮麗な土塁が遺構として残っている。ブリューリーの原語綴りは「Brugh Righ」つまり王の砦を意味する。アイルランド共和国第3代大統領エイモン・デ・ヴァレラは生母キャサリン（ケイト・ウィールライト=en）の出身地ブリューリーで親戚に預けられて育った。
聖パトリックは、5世紀にリムリック地域にキリスト教をもたらした。さまざまな年代記には聖パトリックがオイフィジェンティの首長と口論したと記されている（自分たちの領土に足を踏み入れた聖パトリックをもてなすふりをしながら馬を盗んだとされる）。キリスト教の採用によりリムリックにはアードパトリック（en）とマングレット（en）、キリーディ（en）の重要な修道院が設立される。こうしてアイルランドに学びと芸術の黄金時代が訪れ（5世紀&ndsh;9世紀）、この国最高の考古遺物が残される。
紀元後377年のころのオイフィジェンティの確立後、9世紀にヴァイキングが登場するまで政治的統制に大きな変化はほとんどなく、最終的には922年に島に都市が設立された。マンスター候（en）が1194年にこの世を去ると、ノルマン人の侵攻を受けたリムリックは占拠されてしまう。1210年には正式にオイフィジェンティの旧領土が後のフィツジェラルド王朝に委ねられる。年月とともにノルマン人は「古来のアイルランド人よりもアイルランド人らしく」（en）なっていく。イングランドのテューダー朝からはゲール文化の強いノルマンの支配者の影響力を排して中央集権化しようと、アイルランドの植民地化に乗り出す。イングランドは有力貴族のフィツジェラルド家を信頼せず、そして1569年にはフィッツジェラルド・オブ・キルデアの一族が数名処刑されたことによって、イギリス支配に対する反乱が引き起こされた。デスモンド家の反乱（en）は10年にわたり、参戦したフィッツジェラルド家などアイルランドの旧家の広大な土地が没収されて終わった。 

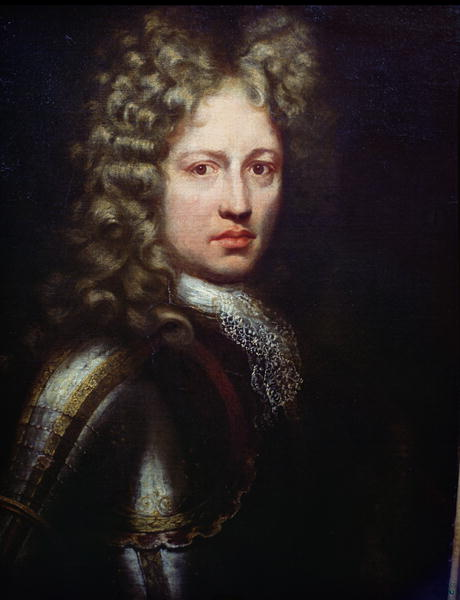
ジャコバイトの有力将軍リューカン公パトリック（en）をあらわしたリムリック市章。

県は次の百年にわたり、戦争によってさらに破壊されることになる。アイルランドの1641年の反乱（en）の後、リムリック市は1642年にカトリック教徒のギャレット・バリー（en）によって包囲される（en）。県は1641年-1653年のアイルランドの清教徒革命と内戦のほとんどの期間は戦場とはならず、カトリック教徒のアイルランド・カトリック同盟軍最前線に守られるようにして安全に過ごしていたものの、1649年から1653年にかけてオリバー・クロムウェルとヘンリー・アイアトンらが率いるニューモデル軍のアイルランド侵略により戦場と化した。1650年代、リムリック市はニューモデル軍による12か月占拠を受け、とうとう1651年10月に降伏する。クロムウェル軍の将軍の一人ハードレス・ウォーラーは、リムリック県内でキルコナン（en）近くのキャッスルタウンに土地を与えられた。
アイルランドのウィリアマイト戦争（1689年–1691年）により、市はさらに1690年に1回（en）、その翌年にもう1回（en）包囲されてしまう。1690年の包囲の間、リューカン公パトリック将軍（en）がパラスグリーン（en）近くのボーリーニーティ（Ballyneety）でウィリアマイトの鉄砲隊を打ち破る。アイルランドの人口の大多数を占めるカトリック系の人々はジャコバイトの寄って立つところを熱心に支持していたが、2回目のリムリック包囲によりウィリアマイトに敗北を喫する。リューカン公がウィリアマイトとの署名に漕ぎ着けたリムリック条約（en）の条件はアイルランド人にとって満足のいくものであった。しかしながらその後、条約はイギリス人に反故にされ、それにより、リムリック市は「条約が棄却された都市」として知られるようになる。
18世紀から19世紀にかけて長期間、貧困の中で暮らしていた多数派のカトリック教徒に対する迫害が続く。しかし抑圧にもかかわらず、クルムほかの町で古代のゲール語の詩歌を存続しようと努める詩人たちが現われる。1840年代には大飢饉により人々が次つぎに移民として流出し、県ではアイルランド語話者が大幅に減少した。20世紀初頭のイギリス政府の法律の改訂により、以前は農地を所有せず小作人として不在地主に高い賃料を支払った人々に土地の購入が認められると、所有権を得られるようになった。
リムリックの特に県東部は、1919年から1921年の間の独立戦争中に多くの戦いを見た。その後のアイルランド内戦では新しく設立されたアイルランド自由国兵士とIRAの「非正規軍」が市内で激しい戦闘を交わしている。

## 文化
2014年、リムリックはアイルランド初の国定文化都市となり、市内各地でさまざまな芸術文化イベントが開催された。リー広場に面するリムリック市立美術館は市内の現代美術展の会場であり、演劇はライムツリー劇場とメアリー1世劇場、音楽にはコンサートホールとミレニアムシアターLITと、すべて市内に点在している。他にキルマロックのFriar's GateやLough GurのHoney Fitzがある。
音楽シーンも活発で、クランベリーズなどのバンドをプロデュースしている。リムリック美術館と美術カレッジ（Art College）はあらゆる様式の絵画、彫刻、パフォーマンスアートを提供する。
リムリック出身のコメディー役者にThe Rubberbandits（デイブ・チェンバーズとボブ・マクグリン）、D'Unbelievables（Pat ShorttとJon Kenny）そしてKarl Spainがいる。最も有名な俳優はリチャード・ハリス、街は小説『アンジェラの灰』（フランク・マッコート著）と同名映画『アンジェラの灰』の舞台に設定されている。
リムリック（またはリマリック、リメリック）はAABBAの厳格な形式を持つ五行詩で、滑稽五行詩、五行戯詩とも呼ばれる。都市と詩のつながりははっきりしないが、一般的にリムリック市またはリムリック県を参照していると見なされてきた。特にクルームとその周辺を舞台としたメイグの詩人たち（Maigue Poets）、あるいは昔からある酒場の詩の遊びに含まれる繰り返し句「Will [or won't] you come (up) to Limerick?」（リムリックに来るの来ないの？）に関連があると推察されている。
毎年恒例の夏祭りを「リバーフェスト」と呼び、2004年以来、リムリックで開催される。他のフェスティバルには「ナイツ・オブ・ウェストフェスト」Knights of Westfest（ニューカッスル・ウェスト）、「フレード・バイ・フェエール」Fleadh by the Feale（アビフェイル）ならびにバリーホーラ国際ウォーキングフェスティバルが含まれる。
県西部のコークとケリー、リムリックの3県の県境近くはアイルランドの伝統音楽や歌、踊りが有名で、アイルランド伝統音楽ではSliabh Luachra地域の一部に当たる。

## 交通

### 鉄道
リムリックの主要鉄道駅コルバート駅の名前は、1916年のイースター蜂起時に処刑されたウェスト・リムリック出身のコーネリアス・「コン」・バーナード・コルバートにちなんで命名された。3本の営業鉄道が通る。
- リムリック - バリーブロフィー線ノース・チッペラリィ駅方面はキャッスルコネル駅とバードヒル駅、ニーナー駅とクラジョーダン駅およびロスクレア駅に停車。
- エニス線はクレア県を貫き西部鉄道回廊に入ってゴールウェイ駅に停車。
- リムリック・ジャンクション線は最も利用客が多く、コーク–ダブリン・ヒューストン線、リムリック・ジャンクション - クロンメル - ウォーターフォード線を結ぶ。

さらに4本目の線としてフォイン線があったが、営業運行は2000年で終了した。

### 自動車道路およびバス
主要幹線M7がリムリック – ダブリン間を結ぶ。コークへ通じる高速道M20号、国道N20号、トラリーへ通じる国道N21号線は県内のアデアや ラスケール、ニューカッスル・ウェストやアビフェイルを通過する。高速道M18および国道N18号はエニスとゴールウェイへ至り、国道N24号がリムリックから南東方向にウォーターフォードへ向かう途中で通過する村落はパラスグリーンとオオラである。
国道N69号はシャノン湿原沿いに伸びる2級国道ではあるものの、物流拠点のファイン港とリムリック市を結ぶ幹線道路であるため、高速道路に格上げする計画が提案されている。市内からクラリーナ、キルディモ、アスキートン、フォインならびにグリンを経てケリー県リストーエルへと通じる。
コルバート駅の近くにバスターミナルがあり、市内と県内のほとんどの地域を結んでいる。

### 空路
リムリック県には商用空港はなく、25km先のクレア県のシャノン空港からヨーロッパ域内および北米へ多数のフライトがある。南部にはケリー空港とコーク空港があり、いずれも車で1時間圏内である。軽量のレジャー用飛行機が利用するのは、クレア県境近くの街はずれに位置するクーナ飛行場である。
航空界の発達にユニークな役割を果たしたのはフォイン村で、第二次世界大戦中にヨーロッパ最大の民間空港の1つに数えられている。1930年代後半から1940年代初頭、陸上飛行機の航続距離では大西洋横断には足りなかったこと、水上飛行機にとってはフォインが東部の最後の寄港地であったことから、1933年に飛行艇の運航航路の測量飛行がチャールズ・リンドバーグによって行われると、1935年にターミナル空港が開業。初の大西洋横断成功は、1937年7月5日にパンアメリカン航空がシコルスキー S-42機を用いたニューファンドランド州ボットウッドとエクスプロイト湾のラブラドールを結ぶ試験飛行12時間と、BOACがショートエンパイア機による15時間15分の飛行である。ニューヨーク、サウサンプトン、モントリオール、プール、リスボンへの運行が続き、1942年6月22日に初のフォイン発ニューヨーク行き直行便が25時間40分で開かれた。シャノン空港が河口北岸の平地に建設され開港する1942年、状況はすべて変化し、フォインの飛行艇空港は1946年に閉鎖される。

### 海路
もともとリムリック港は、キングス島のアビー川とシャノン川の合流点の近くにあった。今日、港はシャノン川のさらに下流のドックロード沿いに位置しており、汎用港としての運営はシャノン河口の海運業務を一手に引き受けるシャノン・フォイン港湾会社（SFPC）が行う。現在の港を閉鎖しフォインのさらに下流へ移設する計画には、海運関連すべての業務を喫水が深い施設に移し、ドックランド地域の大規模再生計画が含まれていたものの、放棄された。現在もメインは喫水が深い商業港として持続しており、SFPCはターミナル6箇所を稼動、年間1000万トン以上の貨物を処理するアイルランドで2番目に大きい港湾施設である。

## 主な都市
- リムリック - 県都
- アビフェイル（英語版）
- キルマロック（英語版）
- ニューカッスル・ウエスト（英語版）
- フォイン（英語版） - 主要な物流港

その他の都市
- ホスピタル